# 囊腺瘤
囊腺瘤（cystadenoma）属于一种腺瘤，即“囊性腺瘤”，是源于腺上皮且形成大小不等囊腔结构的良性肿瘤。因腺瘤中腺体分泌物蓄积，腺腔逐渐扩大并相互融合，而形成囊腔。
囊腺瘤的恶性肿瘤阶段称之为囊腺癌。

## 分类
在国际肿瘤学分类法中的分类是8440/0，并没有其他特指，但是相关的分类仍然存在：

### 形式
- 浆液性（英语：serous）囊腺瘤 (8441-8442)
- 乳头状囊腺瘤 (8450-8451, 8561)
- 粘液性囊腺瘤 (8470-8473)

### 位置
- 胆管囊腺瘤 (8161)
- 宫内膜样腺瘤和囊腺瘤 (8380)
- 阑尾粘液性囊腺瘤

有时，囊腺瘤也指汗腺囊瘤。

## 相关
- 沃辛瘤（英语：Warthin's tumor）